# Tipos de dentição em serpentes
Os diferentes tipos de dentição em serpentes possibilitam a diferenciação das espécies peçonhentas das não-peçonhentas.
As serpentes podem apresentar quatro tipos de dentição: áglifa, opistóglifa, proteróglifa e solenóglifa.

## Áglifa
Tipo de dentição característica das serpentes sem aparelho inoculador de peçonha. Os dentes são maciços e sem canal inoculador de peçonha. todos são semelhantes em forma e muitas vezes em tamanho. Quando os dentes variam em tamanho, como em algumas serpentes comedoras de pássaros, não variam em forma.
Algumas serpentes com dentição áglifa possuem veneno, porém, por não possuirem presas inoculadores, não são peçonhentas. Em caso de acidente, trata-se apenas de uma mordida e as complicações são provenientes de possíveis infecções na ferida e não do veneno.
Estas serpentes atacam, geralmente, por constrição. Exemplos: sucuri, jiboia, pítons, etc.

## Opistóglifa
Tipo de dentição característica de determinadas espécies de serpentes, cujos dentes inoculadores de peçonha se encontram na parte posterior do maxilar superior, apresentando, assim, perigo altamente reduzido para o homem. Dentição característica de alguns membros da família Colubridae como a  muçurana, falsas corais.

## Proteróglifa
Tipo de dentição característica das serpentes da família Elapidae como as corais-verdadeiras e as najas. Serpentes com dentição Proteróglifa têm a cabeça um pouco mais curta e poucos dentes. Apresentam dois dentes inoculadores de peçonha na parte anterior do maxilar superior, de caráter marcadamente forte, não retráteis.

## Solenóglifa
Dentição característica das serpentes da família Viperidae. Os membros desta família possuem dois dentes retrácteis, inoculadores de uma potente peçonha de caráter neurotóxico, hemotóxico e ou citotóxico, localizados na parte anterior do maxilar superior. Dependendo da espécie, a peçonha é mais ou menos forte, sendo normalmente o suficiente para ser fatal ao ser humano. Os dentes inoculadores são projetados para fora durante o ataque, permitindo ao animal inocular uma quantidade de peçonha maior do que uma serpente da família das proteroglifas. Isso agrava ainda mais a conseqüência da mordida. Exemplos: cascavel, jararaca, surucucu, urutu, etc.

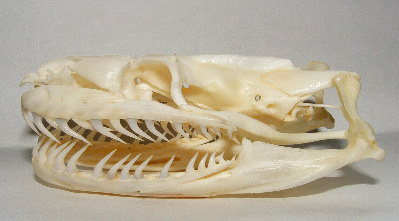
Crânio de serpente com dentição áglifa (Python molurus).
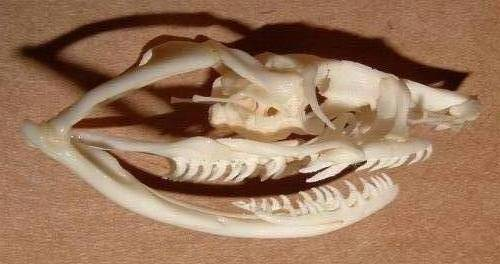
Crânio de serpente com dentição opistóglifa (Heterodon nasicus).
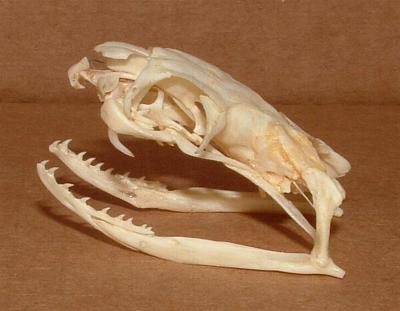
Crânio de serpente com dentição proteróglifa (Ophiophagus hannah).
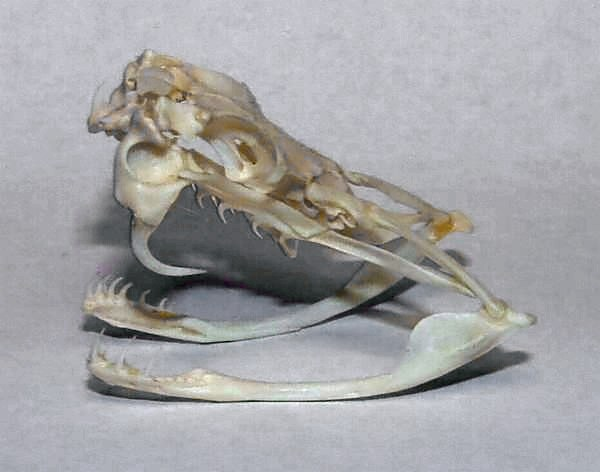
Crânio de serpente com dentição solenóglifa (Crotalus sp.).